# 瞻楡県
瞻楡県（せんゆ-けん）は中華人民共和国吉林省にかつて存在した県。

## 歴史
中華民国が成立すると、1915年（民国4年）9月14日、醴泉県の二、四、五区に新たに開化県が設置され、奉天省洮昌道の管轄とされた。1917年（民国6年）、瞻楡県と改称、1929年（民国18年）2月の道制廃止に伴い遼寧省の直轄とされた。
1932年（大同元年）、満州国が成立すると奉天省の管轄とされたが、1934年（康徳元年）12月に新設された竜江省に移管されている。
1945年（民国34年）、日本の敗戦と満州国の崩壊に伴い中華民国は施政権を回復したが、まもなく始まった国共内戦の結果、瞻楡県は中国共産党の解放区とされ、嫩江省の管轄とされ、1946年1月に吉江行政区、3月に嫩南行政区、5月に嫩江省、6月に遼吉行政区、1947年1月に遼北省、1948年7月に嫩江省、1949年5月に黒竜江省に移管されている。
1954年9月15日、吉林省に移管され白城専区の管轄とされた。1958年11月21日、瞻楡県は開通県と合併し通楡県と改編された。